# Карел Шульц
Карел Шульц (чеськ. Karel Schulz; 6 квітня 1899, Местец Кралове, Чехія — 27 лютого 1943, Прага) — чеський письменник.

## Біографія
Карел Шульц походив зі старовинної празької культурної родини: дід Фердинанд Шульц — письменник, журналіст, політик , батько — перекладач Іван Шульц, мати — артистка чеського Національного театру.
Після закінчення в 1918 році гімназії навчався в Карловому університеті спершу на юридичному, згодом на філологічному факультетах. Перша книга — роман «Тетмайєрові комбінати» 1922 р. Був учасником чеського літературного угрупування «Дев'ятисил» (Devětsil), але виключений з нього в 1926 році через підозру в плагіаті. Згодом Карел Шульц зблизився з групою письменників католицької орієнтації, друкувався у католицьких часописах. Вершинним твором Карела Шульца чеська літературна критика вважає біографічний роман «Камінь і біль» і саме завдяки йому ім'я Шульца як письменника назавжди увійшло в чеську літературу.

## Твори
- Tegtmeierovy železárny / Тетмайєрові комбінати (1922) — дебютний роман.
- Sever-Jih-Západ-Východ / Північ-Південь-Захід-Схід (1923) — збірка віршів та оповідань.
- Dáma u vodotrysku / Дама біля водограю (1926) – роман.
- Peníz z noclehárny / Монета з нічліжки (1940) — збірка оповідань.
- Princezna z kapradí / Принцеса з папоротника (1940) — цикл казок.
- Prsten královnin / Королевин перстень(1941) — збірка оповідань.

- Kámen a bolest / Камінь і біль — історичний роман про життя Мікеланджело Буонарроті
  - В садах медіцейських (1942) — перша книга
  - Папська месса (1943) — друга книга (незавершена, опубліковано посмертно).

## Український переклад
- Карел Шульц. Камінь і біль: роман / З чес. пер. Д. Андрухів. — К. : Юніверс, 2006. — 688 с. — ISBN 966-8118-23-5.